# II. Zipoitész bithüniai király
II. Zipoitész (ógörögül: Zιπoίτης vagy Zιβoίτης), (? – Kr. e. 276) bithüniai ellenkirály Kr. e. 278-tól.
I. Zipoitész kisebbik fiaként született. Édesapja halála után fellázadtaz új uralkodó, bátyja, I. Nikomédész ellen. Kezdetben sikereket ért el, de nemsokára a bátyjával szövetséges gallok legyőzték. Életét Livius (38, 16) és Pauszaniasz (10, 1) jegyezte fel.
| Előző uralkodó: I. Zipoitész | Bithünia királya Kr. e. 278 – Kr. e. 276 | Következő uralkodó: I. Nikomédész |